# Наутилус (группа)
Наути́лус — советская рок-группа. Основана в 1983 году экс-участниками групп «Машина времени» и «Воскресение» Сергеем Кавагоэ и Евгением Маргулисом. Группа просуществовала меньше года. В 1986 году музыканты реанимировали проект, но он также просуществовал недолго. Лучшие песни группы «Дороги наши разошлись», «До свиданья, друг», «По дороге дней» написаны Евгением Маргулисом, Алексеем Романовым, Сергеем Кавагоэ и Кириллом Покровским.

## История

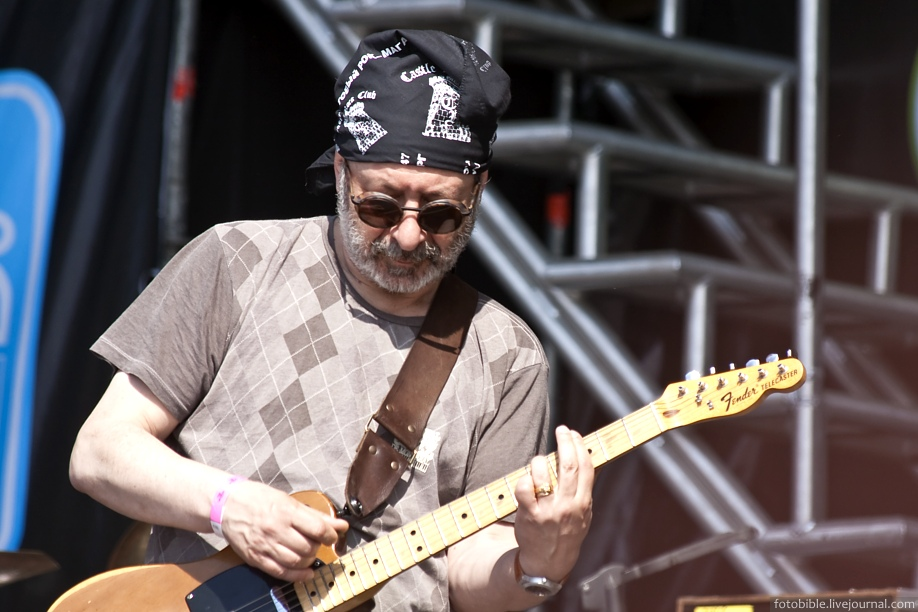
Евгений Маргулис в 2010 году

В сентябре 1982 года из-за внутренних разногласий группа «Воскресение» прекратила своё существование, а год спустя двое участников этого коллектива решили организовать новую группу, получившую название «Наутилус». Евгений Маргулис вспоминает об этом так:

Я тихо бездельничал, получая сначала приглашения то от «Весёлых ребят», то от Пугачёвой, а потом и отказы от них же и начал уже подумывать о смене среды обитания, как вдруг мой друг Кава (Кавагоэ С.) пригласил меня поиграть с его командой, носившей название «Наутилус». Я согласился, и мы приступили к репетициям, а спустя месяца три записали весьма симпатичный альбомчик, который взял и разошёлся по стране, наши песни зазвучали из окон — самое время было сдаваться в какую-либо филармонию, но, увы, моя фамилия давала о себе знать, и мы получали от ворот поворот.— Евгений Маргулис, «Биография Шанхай».
Практически одновременно в Свердловске возникла одноимённая группа Вячеслава Бутусова и Дмитрия Умецкого, через несколько лет превзошедшая по популярности московскую группу. Но в первой половине 1980-х годов конкурировать с именитыми «машинистами» молодым уральцам казалось неразумным. «Московскую группу возглавил бывший басист „Машины времени“ Женя Маргулис, и мы, естественно, не имели права соперничать с таким великим человеком», — говорил в то время Вячеслав Бутусов.
Во избежание путаницы, по инициативе Ильи Кормильцева, в 1985 году уральской группе дали латинизированное название «Nautilus Pompilius». Таким образом, коллектив свердловских музыкантов получил название по имени головоногих моллюсков, давших название легендарной подводной лодке Жюля Верна, а не по имени самого подводного корабля, как было задумано ранее, столичную же группу в обиходе стали называть «Московским Наутилусом».
Кроме С. Кавагоэ и Е. Маргулиса, в группу вошли Юрий Шахназаров, ранее выступавший в группе «Аракс» Театра Ленинского комсомола, а до прихода в «Наутилус» возглавлявший группу «Рецитал» Аллы Пугачёвой. Гитарист и вокалист Дмитрий Рыбаков работал некоторое время в «Машине времени» простым разнорабочим, но при этом сочинял неплохие песни. Кирилл Покровский занял в группе место клавишника и саксофониста. Некоторое время в группе выступал гитарист и вокалист Олег Кацура (ВИА «Здравствуй, песня»). Музыкантам удалось дать несколько концертов и записать в феврале 1984 года получасовой магнитоальбом, названный без излишней фантазии «Наутилус». Впоследствии этот альбом получил известность под названием «Погружение». Среди наиболее удачных песен альбома можно назвать «До свидания, друг!», «Поезд жизни», «Дороги наши разошлись», написанные Евгением Маргулисом, неформальным лидером коллектива. Песни писали не только все участники группы, но и их друзья. Так, текст песни «Поезд жизни» (в разных вариантах «Жизнь — вокзал») написал поэт и музыкант Сергей Миров.
Но впоследствии концертная деятельность группы натолкнулась на непреодолимые препятствия. После выступления на весеннем пленуме ЦК КПСС К. У Черненко, осудившего появление «музыкальных ансамблей с программами сомнительного свойства», и начавшихся в результате этого гонений на рок-музыку со стороны Министерства культуры, коллектив не хотели принимать ни в одну филармонию страны. Сложилась странная ситуация: группа формально существовала, но не собиралась, не репетировала, не концертировала и не записывала новые альбомы. Фактически она распалась в августе 1984 года. Редкие выступления состоялись лишь летом и осенью 1986 года в гастрольных поездках по югу страны. Евгений Маргулис ушёл в группу Юрия Антонова «Аэробус», где собрались остатки прежней группы «Аракс», Сергей Кавагоэ выступал в цыганском оркестре «Джанг».
В ноябре 1986 года с наступлением перестройки С. Кавагоэ и Е. Маргулис решили вновь собраться вместе под именем «Наутилус», но от прежнего состава остался, помимо самих инициаторов, лишь Дмитрий Рыбаков. Юрий Шахназаров к тому времени вообще отошёл от деятельности рок-музыканта. Кирилл Покровский присоединился к музыкантам из группы «Ария» и «Мастер». Новым участником «Наутилуса» стал Сергей Гусев — гитара и гитарный синтезатор. В январе 1987 года коллектив записал новый магнитоальбом, остроумно названный «Всплытие». Его звукорежиссёром стал Игорь Новиков, занимавшийся звукозаписью в «Воскресении» и «Араксе». В апреле этого года был наконец-то подписан долгожданный контракт с одной из филармоний, и «Наутилус», спустя пять лет после создания, всё-таки обрёл профессиональный статус.

### Проблемы с названием
Группа стала интенсивно навёрстывать упущенное, развернулась масштабная гастрольная деятельность, музыканты успешно выступили на фестивале «Шахтёрские Зори» в Кемерово, в Доме культуры МАИ, во Дворце спорта в Измайлово в Москве, в Химках и Зеленограде. Состав инструменталистов ещё раз поменялся: место Сергея Кавагоэ за ударными занял Александр Белоусов из группы «Феникс», брат-близнец Евгения Белоусова, позднее участник группы «Красный рассвет» и барабанщик у Татьяны Овсиенко, а сам мэтр встал за ритм-компьютер, впоследствии он взялся за гитару. В команде появился новый саксофонист Михаил Рыбников. Недолгое время функции барабанщика исполнял Михаил Капник, будущий российский продюсер, смещённый позднее Сергеем Кавагоэ в звукорежиссёры группы. Но инициатива была упущена: музыканты исполняли прежний романтический рок во вкусе «Воскресения», хотя к 1987 году свердловские музыканты уже значительно превосходили своих московских «тёзок» исполнительской манерой и политизированными текстами. Провинциалы с Урала начисто затмили бывших московских звёзд. Путаница с названиями тоже не играла на руку группе Евгения Маргулиса — зрители нередко разочарованно покидали концерты «не того» «Наутилуса». В воспоминаниях лидера группы об этом сказано так:

И тут случилась перестройка — шёл 1985 год. Кава цыганом не стал и предложил реанимировать «Наутилус», мы быстро вспомнили наши старые песни и поехали на обширные гастрольные поля, но, увы, за время нашего совместного отсутствия на рок-сцене появился свердловский «Нау», и он был круче нас — он обличал, а мы нет, происходила вечная путаница с названиями, и наш «Наутилус» тихо утонул раз и навсегда. Вечная ему память!— Евгений Маргулис, «Биография Шанхай».
В результате неурядиц и разочарований в начале 1988 года один из основателей группы Сергей Кавагоэ решил покинуть проект, позднее уехав к себе в Японию, и московский «Наутилус» окончательно сошёл со сцены. Евгений Маргулис тут же решил дать своей новой группе название, никак не связанное с погружением в воду — «Шанхай», но и она не смогла продержаться на плаву более одного года.

## Критика
Музыкальный критик «Московского комсомольца» Алексей Богомолов, не предвидя близкого распада группы, в конце 1987 года писал о музыкантах, что если название «Машина времени» было заимствовано у Герберта Уэллса, «то новый коллектив был назван по имени придуманной Жюлем Верном подводной лодки капитана Немо — „Наутилус“». Таким образом, он пророчил группе дальнейшее успешное плавание по волнам рок-музыки. Он вспоминал первый состав группы: «Это была сильная „команда“, квалифицированные музыканты, сплав опыта и молодости — от 35-летнего Шахназарова до 20-летнего Покровского, собственные оригинальные композиции, законченные аранжировки — вот что отличало тогда группу. Тем, кто следил за музыкальной жизнью тех лет, наверняка запомнились по записям и концертам (к сожалению последних было немного) песни „Дороги наши разошлись“, „До свиданья, друг“, „По дороге дней“ и другие». Не менее почтительно отзывался критик и о последнем составе «Наутилуса»: «Как почти 20 лет назад в „Машине времени“ взялся за соло-гитару Сергей Кавагоэ, неожиданно показав при этом высокую квалификацию и заиграв в жёстком, современном ритме, был приглашён в группу опытный гитарист Сергей Гусев, гитарные партии которого полностью контрастируют с манерой Кавагое, — они звучат мягко и нежно, что достигается использованием десятка эффектов и педали громкости. […] В „Наутилусе“ — снова сочетание опыта и молодости, профессионализма и свежести, использование как старых, так и новых композиций».
Вместе с тем не все музыкальные критики столь радушно приветствовали «всплытие» московского «Наутилуса». Редактор ленинградского самиздатовского журнала «Рокси» А. В. Старцев в письме А. Н. Житинскому в 1986 году, исследуя взаимоотношения рок-музыкантов Москвы и Ленинграда, весьма уничижительно отозвался о творчестве московской группы, назвав «Наутилус» «бездарными эпигонами „Машины [времени]“». Такая резкая оценка «Наутилуса», «походя обруганного Сашей Старцевым в его отчёте о фестивале рок-лаборатории», не вызвала серьёзного осуждения со стороны Александра Житинского, как и многие другие критики, отдававшего серьёзное предпочтение творчеству «Лоцманского кораблика» свердловских музыкантов. Житинский, искушённый в музыкальной тусовке столицы, указывает, что и сам был сбит с толку альбомом «Разлука», подписанным просто «Наутилус» без «Помпилиуса». Он слушал его в полной уверенности, что это — продукция московского «Наутилуса». Житинский свидетельствует, что творчество двух «Наутилусов» из-за одинаковости названий подвергалось сравнению, и сравнение было не пользу группы Кавагоэ и Маргулиса.
Продюсер, писатель, поэт и исполнитель Сергей Миров спустя тридцать лет вспоминал: «Команда была классная, на неё вся тусовка возлагала большие надежды, и не только из-за присутствия нескольких уже известных лидеров — Кавы, Гули и Шаха [Кавагоэ, Маргулиса, Шахназарова], но и потому, что молодой Дима Рыбаков приносил авторский материал очень высокого уровня! При этом, он был там далеко не единственным автором, ибо песни писали все участники, да я и сам приложил руку к их репертуару, написав текст „Поезд жизни“ для песни Юры Шахназарова. И всё должно было получиться, даже знаменитый впоследствии свердловский „Наутилус“ вынужденно удлинил своё название до „Наутилус Помпилиус“, но… в результате не получилось. „Наутилус КаваГулиус“ через год фактически закончил своё существование. […] Понимаете, все эти люди просто не умели и не хотели просчитывать свои действия, они играли и писали, как пили, ели, дышали… Может быть, действительно, время их песен прошло, и они не захотели, „задрав штаны“, его догонять?».
В качестве другой причины провала «Наутилуса» С. Г. Миров ссылается на мнение продюсера М. В. Капника: «Просто песни не пошли, не „всосались в народ“! Ведь как бывает — есть резонанс от публики или нет, и просчитать это на 100 % невозможно! Понимаешь, всё было классно, задорно, профессионально, ярко, но — не пошло и всё. Хотя, глядя из нынешнего времени, и сыграно-то всё было как-то „сыровато“, и сама запись далека от совершенства… Но если бы команда ещё немного продержалась, то могло бы и получиться, так что, может быть, сказалось отсутствие профессионального менеджера. Те времена, когда любая новая группа „героев с гитарами“ вызывала моментальный интерес публики, уже заканчивались и, по совокупности всех этих факторов, „Наутилус“ затонул, так толком и не всплыв…».

## Состав группы
- Евгений Маргулис — вокал, бас, автор песен
- Дмитрий Рыбаков — гитара, вокал
- Сергей Кавагоэ — ударные
- Юрий Шахназаров — гитара (1984)
- Кирилл Покровский — клавишные, саксофон (1984)
- Олег Кацура — гитара, вокал (1984)
- Сергей Гусев — гитара (1987)
- Александр Белоусов — ударные (1987)
- Михаил Рыбников — саксофон (1987)

## Дискография
1984 — Погружение
| №   | Название                | Текст песни   | Музыка                                | Длительность |
| --- | ----------------------- | ------------- | ------------------------------------- | ------------ |
| 1.  | «Наутилус»              | Д. Рыбаков    | Д. Рыбаков, С. Кавагоэ                | 6:44         |
| 2.  | «Подожди»               | К. Покровский | К. Покровский                         | 3:48         |
| 3.  | «Жаль»                  | Д. Рыбаков    | Д. Рыбаков                            | 4:26         |
| 4.  | «Баркас»                | Д. Рыбаков    | Д. Рыбаков                            | 3:20         |
| 5.  | «Баобаб»                | Д. Рыбаков    | Д. Рыбаков                            | 5:21         |
| 6.  | «У зелёных листьев»     | К. Покровский | К. Покровский, Д. Рыбаков             | 5:24         |
| 7.  | «Поезд жизни»           | С. Миров      | Ю. Шахназаров                         | 3:49         |
| 8.  | «Дороги наши разошлись» | А. Романов    | Е. Маргулис                           | 3:46         |
| 9.  | «Стена»                 | А. Переслегин | Д. Рыбаков                            | 2:43         |
| 10. | «Люди могут летать»     | К. Покровский | К. Покровский                         | 2:45         |
| 11. | «До свиданья, друг»     | К. Покровский | К. Покровский, Д. Рыбаков, С. Кавагоэ | 2:24         |

Песни 1984 года, не вошедшие в альбом
- Я хочу знать.
- Я слышу смех.
- Не везло.
- Смотри вперёд.
- Клён.
- Ты — радость моя.

1987 — Всплытие
- Смех.
- Смотри вперёд.
- Не везло.
- Я хочу знать.
- Ты — радость моя.
- Волшебник.
- Ветер.
- Как мало бывает надо.
- Подождите, не спешите.
- Мы увидеть должны[2].